# Stimmkreis Eichstätt
Der Stimmkreis Eichstätt (Stimmkreis 115) ist ein Stimmkreis in Oberbayern. Er umfasst den Landkreis Eichstätt.

## Wahl 2023
Zur Landtagswahl 2023 traten folgende Parteien und Direktkandidaten im Stimmkreis Eichstätt an und erzielten folgende Ergebnisse:
| Nr. | Direktkandidat       | Partei           | Erststimmen in % | Gesamtstimmen in % | Veränderung der Gesamtstimmen im Vergleich zur Landtagswahl 2018 in % |
| --- | -------------------- | ---------------- | ---------------- | ------------------ | --------------------------------------------------------------------- |
| 1   | Tanja Schorer-Dremel | CSU              | 41,1             | 41,6               | - 2,4                                                                 |
| 2   | Simone Zink          | GRÜNE            | 8,7              | 9,0                | - 2,7                                                                 |
| 3   | Anton Haunsberger    | Freie Wähler     | 19,0             | 17,9               | + 5,7                                                                 |
| 4   | Oskar Lipp           | AfD              | 15,7             | 15,6               | + 4,2                                                                 |
| 5   | Michelle Harrer      | SPD              | 6,6              | 6,5                | + 1,0                                                                 |
| 6   | Nico Eberle          | FDP              | 2,4              | 2,9                | - 1,2                                                                 |
| 7   | Malik Diao           | LINKE            | 1,2              | 1,2                | - 1,3                                                                 |
| 8   | Wolfgang Distler     | BP               | 1,5              | 1,4                | - 1,7                                                                 |
| 9   | Maria Lechner        | ÖDP              | 1,6              | 1,5                | + 0,4                                                                 |
| 10  | Kilian Ponschab      | Die PARTEI       | 0,9              | 0,7                | + 0,0                                                                 |
| 11  | -                    | Tierschutzpartei | -                | 0,3                | 0,3                                                                   |
| 12  | Maximilian Schmauß   | V-Partei³        | 0,3              | 0,2                | 0,2                                                                   |
| 13  | -                    | PdH              | -                | 0,1                | 0,1                                                                   |
| 14  | Nikolaus Hengl       | dieBasis         | 1,0              | 0,9                | 0,9                                                                   |
| 15  | -                    | Volt             | -                | 0,2                | 0,2                                                                   |

## Wahl 2018
Im Stimmkreis waren insgesamt 97.666 Einwohner wahlberechtigt. Die Landtagswahl am 14. Oktober 2018 hatte folgendes Ergebnis:
| Direktkandidat        | Partei               | Erststimmen in % | Gesamtstimmen in % | Veränderung der Gesamtstimmen im Vergleich zur Landtagswahl 2013 in % |
| --------------------- | -------------------- | ---------------- | ------------------ | --------------------------------------------------------------------- |
| Tanja Schorer-Dremel  | CSU                  | 43,2             | 44,0               | - 13,3                                                                |
| Christian De Lapuente | SPD                  | 7,0              | 7,5                | - 10,2                                                                |
| Eva Gottstein         | Freie Wähler         | 13,5             | 12,2               | + 3,1                                                                 |
| Klaus Bittlmayer      | GRÜNE                | 11,9             | 11,7               | + 7,2                                                                 |
| Thomas Schön          | FDP                  | 4,4              | 4,1                | + 2,4                                                                 |
| Dominik Eigner        | LINKE                | 2,5              | 2,7                | + 0,8                                                                 |
| Wolfgang Distler      | BP                   | 3,2              | 3,0                | + 0,2                                                                 |
| Maria Lechner         | ÖDP                  | 1,9              | 1,9                | - 0,6                                                                 |
| -                     | PIRATEN              | -                | 0,2                | - 1,3                                                                 |
| Oskar Lipp            | AfD                  | 11,5             | 11,4               | + 11,4                                                                |
| -                     | LKR                  | -                | 0,0                | -                                                                     |
| -                     | mut                  | -                | 0,1                | + 0,1                                                                 |
| -                     | Humanisten           | -                | 0,1                | + 0,1                                                                 |
| Felix Tischer         | Die PARTEI           | 0,9              | 0,7                | + 0,7                                                                 |
| -                     | Gesundheitsforschung | -                | 0,1                | + 0,1                                                                 |
| -                     | Tierschutzpartei     | -                | 0,3                | + 0,3                                                                 |
| -                     | V-Partei³            | -                | 0,1                | + 0,1                                                                 |

Neben der direkt gewählten Stimmkreisabgeordneten Tanja Schorer-Dremel (CSU), wurde die FW-Kandidatin Eva Gottstein über die Bezirksliste ihrer Partei gewählt.

## Wahl 2013
Wahlberechtigt waren bei der Landtagswahl vom 15. September 2013 insgesamt 95.753 Einwohner. Die Wahlbeteiligung betrug 70,0 %. Die Wahl hatte folgendes Ergebnis:
| Direktkandidat       | Partei       | Erststimmen in % | Gesamtstimmen in % | Veränderung der Gesamtstimmen im Vergleich zur Landtagswahl 2008 in % |
| -------------------- | ------------ | ---------------- | ------------------ | --------------------------------------------------------------------- |
| Tanja Schorer-Dremel | CSU          | 54,3             | 57,4               | + 11,3                                                                |
| Werner Widuckel      | SPD          | 17,0             | 17,6               | + 1,1                                                                 |
| Eva Gottstein        | Freie Wähler | 11,0             | 9,1                | - 6,8                                                                 |
| Thomas Knott         | GRÜNE        | 4,4              | 4,5                | - 1,9                                                                 |
| Günther Thauer       | FDP          | 1,8              | 1,7                | - 3,8                                                                 |
| Manfred Lindner      | LINKE        | 2,3              | 1,9                | - 1,2                                                                 |
| Willi Reinbold       | ÖDP          | 2,9              | 2,5                | - 0,2                                                                 |
| Wolfgang Jensen      | REP          | 0,9              | 0,9                | 0,0                                                                   |
| Christian Ferstl     | BP           | 3,5              | 2,7                | + 1,4                                                                 |
| Janina Baier         | PIRATEN      | 1,7              | 1,5                | + 1,5                                                                 |

## Wahl 2008
Bei der Landtagswahl 2008 waren im Stimmkreis 93.691 Einwohner wahlberechtigt. Die Wahlbeteiligung betrug 64,0 %. Die Wahl hatte folgendes Ergebnis:
| Direktkandidat      | Partei       | Erststimmen in % | Gesamtstimmen in % | Veränderung der Gesamtstimmen im Vergleich zur Landtagswahl 2003 in % |
| ------------------- | ------------ | ---------------- | ------------------ | --------------------------------------------------------------------- |
| Siegfried Schneider | CSU          | 46,6             | 46,1               | - 19,5                                                                |
| Sven John           | SPD          | 15,5             | 16,5               | - 0,5                                                                 |
| Albert Dirsch       | GRÜNE        | 5,8              | 6,4                | + 1,8                                                                 |
| Anton Haunsberger   | Freie Wähler | 16,3             | 16,0               | + 9,9                                                                 |
| Franz Kobinger      | FDP          | 5,8              | 5,6                | + 4,2                                                                 |
| Ulrich Bannert      | REP          | 0,9              | 0,9                | - 0,5                                                                 |
| Martin Gailhofer    | ödp          | 3,2              | 2,7                | - 0,3                                                                 |
| Helmut Hirschl      | BP           | 1,4              | 1,4                | + 0,5                                                                 |
| -                   | BüSo         | -                | 0,0                | 0,0                                                                   |
| Ursula Maxim        | LINKE        | 3,3              | 3,2                | + 3,2                                                                 |
| -                   | VIOLETTE     | -                | 0,1                | + 0,1                                                                 |
| Armin de Bruyne     | NPD          | 1,3              | 1,3                | + 1,3                                                                 |